# 塩谷郡
- 令制国一覧 > 東山道 > 下野国 > 塩谷郡
- 日本 > 栃木県 > 塩谷郡

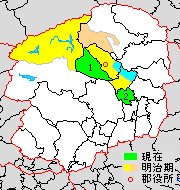
栃木県塩谷郡の範囲（1.塩谷町 2.高根沢町 黄：明治期 水色：後に他郡から編入した区域 薄黄：後に他郡に編入された区域）

塩谷郡（しおやぐん）は、栃木県（下野国）の郡。
人口37,734人、面積246.93km²、人口密度153人/km²。（2025年2月1日、推計人口）
以下の2町を含む。
- 塩谷町（しおやまち）
- 高根沢町（たかねざわまち）

## 郡域
上記の2町のほか、1878年（明治11年）に行政区画として発足した当時の郡域は、現在の行政区画では概ね以下の区域に相当する。
- 矢板市（沢、豊田、成田を除く）
- 日光市（高徳、柄倉、小佐越、鬼怒川温泉滝、日蔭、上栗山、野門、川俣以北）
- 那須塩原市（下大貫、上大貫、高阿津、千本松、遅野沢、接骨木、横林、上横林、折戸、蟇沼、塩原、中塩原以西）
- さくら市（下河戸、穂積、上河戸、南和田、金枝、鹿子畑を除く）

矢板市、さくら市の例外となっている地域は後に那須郡から編入されている。その他にも那須郡との境界変更が行われている。

## 歴史

### 地名の呼称
下野国の塩谷（最初は『塩屋』）は、大化の改新の古くから「しおのや」と呼ばれており、平安時代中期に編纂された和名抄では『志保之夜（シホノヤ）』と注釈され、当時管内には山上（ヤマカミ）、片岡（カタヲカ）、阿會（アエ）、散伎（サキ）、山下（ヤマシタ）、餘戸の6郷があった。これを示すいくつかの和歌も残されている。
- 塩ノ谷ノ八塩ノウチノ貢物 思エハ遠クミツル物哉　　天武天皇
- 塩のやの八塩の里の貢物 思ひば遠く来つるもの哉　　草壁皇子
- 塩のやの月かけ清みあこかれて 蜒（えん 海人の事）ならぬ身もやとりさだめず　　藤原躬鶴
- 磯ならぬこの塩のやの松がえも 志からむ藤の浪はかけけり　　円治花門
- 蜒ならぬこの塩のやの山賊も 木こりの炭やきいとまなからむ　　板橋住
- 浦遠き山田も賊が心にて みちひる水や塩のやの里　　詠み人しらず
- 蜒が子の袂ならねど塩のやの 里の卯花くたす五月雨　　高階友篤

そのため、下野国塩谷郡を拠点とした氏族の塩谷氏は『しおのや』と名乗っており、藤姓塩谷氏の初代である塩谷朝業も『承久記』巻一において『しほのや兵衛朝業』と記されている。下野以外で塩谷あるいは塩屋とある地名については、ほとんどの場合「しおや」と呼称されるのが一般的であったため、特異な例であると言える。
その後、地名としては「しおや」と「しおのや」の呼称が混在する状態が続くが、江戸時代末期に編纂された下野国誌においても、当地にあった塩谷城（川崎城）が「塩ノ谷城」と記載されているため、江戸時代に至っても地名の呼称の混在が続いていたものと考えられている。現在は正式な地名の呼称としては「しおや」が通用されているが、地元の愛称として「しおのや」あるいは「塩野谷」の呼称が用いられる事もある。

### 近代以降の沿革
- 「旧高旧領取調帳」に記載されている明治初年時点での支配は以下の通り。幕府領は真岡代官所が管轄。●は村内に寺社領が、○は寺社除地（領主から年貢免除の特権を与えられた土地）が存在。（1町149村）

| 知行         | 知行                   | 村数     | 村名 |
| ------------ | ---------------------- | -------- | --- |
| 幕府領       | 幕府領                 | 11村     | 飯室村、関俣村、柿木沢村、柿木沢新田、狭間田村、狭間田新田、松山村、松山新田、栗ヶ島村、太田村、寺渡戸村 |
| 幕府領       | 旗本領                 | 19村     | 平田村、西高谷村、上柏崎村、亀梨村、前岡村、鷲宿村、田野原村、●東泉村、上伊佐野村、下伊佐野村、精進内村、山田村、土屋村、●木幡村、小泉村、荒井村、川中子村、塚原村、中柏崎村 |
| 幕府領       | 一橋徳川家領           | 2村      | 上高根沢村、桑窪村 |
| 藩領         | 下野宇都宮藩           | 52村     | 宝積寺村、石末村、上阿久津村、中阿久津村、氏家新田村、氏家村、馬場村、河原新田、長久保新田、桜野村、大谷村、上野新田、根本新田、谷中新田、箱森新田、蒲須坂新田、玉田村、押上村、肘内村、田所村、金枝村、原荻野目村、芦場新田、道下村、風見山田村、大久保村、上平村、風見村、泉村、大宮村、飯岡村、上沢村、長井村、立足村、平野村、幸岡村、川崎反町村、境林村、館ノ川村、高塩村、下寺島村、上寺島村、鳥羽新田、熊ノ木村、喜佐美村、倉掛村、片俣村、塩田村、玉生村、東房村、佐貫村、船生村 |
| 藩領         | 下野喜連川藩           | 1町 14村 | 平三郎村、葛城村、文挟村、伏久村、鍛冶沢村、喜連川町、早乙女村、小入村、松島村、東乙畑村、西乙畑村、●大槻村、石関村、越畑村、山苗代村 |
| 藩領         | 下野大田原藩           | 13村     | 下大貫村、上大貫村、高阿津村、宇都野村、金沢村、下田野村、関屋村、遅野沢村、接骨木村、横林村、上横林村、折戸村、蟇沼村 |
| 藩領         | 下野高徳藩             | 8村      | 上塩原村、下塩原村、中塩原村、湯本塩原村、大原村、高徳村、藤原村、高原新田 |
| 藩領         | 下総佐倉藩             | 6村      | ○針生村、○富田村、下太田村、西太田村、上太田村、○矢板村 |
| 藩領         | 陸奥会津藩             | 6村      | 横川村、上三依村、芹沢村、中三依村、独鈷沢村、五十里村 |
| 幕府領・藩領 | 旗本領・佐倉藩         | 3村      | 下柏崎村、安沢村、中村 |
| 幕府領・藩領 | 旗本領・宇都宮藩       | 1村      | 前高谷村 |
| 幕府領・藩領 | 幕府領・旗本領・佐倉藩 | 1村      | 後岡村 |
| その他       | 日光領                 | 13村     | 柄倉村、小佐越村、滝村、川治村、西川村、湯西川村、土呂部村、黒部村、日向村、日蔭村、上栗山村、野門村、川俣村 |

- 慶応4年
  - 5月24日（1868年7月13日） - 一橋徳川家が立藩して一橋藩となる。
  - 6月4日（1868年7月23日） - 佐賀藩士の鍋島道太郎が真岡知県事に就任。幕府領・旗本領を管轄。
  - 8月 - 日光奉行が管轄する日光領を収公。
- 明治元年12月7日（1869年1月19日） - 会津藩が改易となり、領地が真岡知県事の管轄となる。
- 明治2年
  - 2月15日（1869年3月27日） - 真岡知県事が日光県に改称。
  - 12月26日（1870年1月27日） - 一橋藩が廃藩となり、領地を日光県に編入（時期は不明）。
- 明治初年 - このころ一橋徳川家領および東泉村の一部（寺社領）が日光県の管轄となる。
- 明治3年
  - 3月19日（1870年4月19日） - 高徳藩が転封となり、領地を日光県に編入。
  - 7月17日（1870年8月13日） - 喜連川藩が廃藩となり、領地を日光県に編入。
  - 河原新田が富野岡新田に改称。
- 明治4年
  - 7月14日（1871年8月29日） - 廃藩置県により藩領が宇都宮県、大田原県、佐倉県の管轄となる。
  - 11月14日（1871年12月25日） - 第1次府県統合により全域が宇都宮県の管轄となる。
- 1873年（明治6年）6月15日 - 宇都宮県が栃木県に合併。
- 1874年（明治7年）（1町144村）
  - 前岡村・後岡村が合併して岡村となる。
  - 狭間田新田・根本新田・谷中新田が狭間田村に、平三郎村が葛城村にそれぞれ編入。
- 1875年（明治8年）（1町139村）
  - 東乙畑村・西乙畑村が合併して乙畑村となる。
  - 精進内村・川中子村・塚原村が木幡村に、西大田村が下太田村にそれぞれ編入。
- 1876年（明治9年）（1町138村）
  - 関俣村・前高谷村が合併して花岡村となる。
  - 上野新田が上野村に改称。
- 1878年（明治11年）11月8日 - 郡区町村編制法の栃木県での施行により、行政区画としての塩谷郡が発足。郡役所を矢板村に設置。

### 町村制以降の沿革
- 1889年（明治22年）

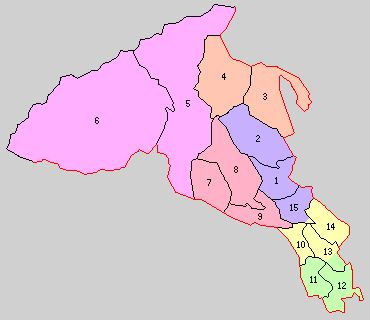
1.矢板村 2.泉村 3.箒根村 4.塩原村 5.藤原村 6.栗山村 7.船生村 8.玉生村 9.大宮村 10.氏家町 11.阿久津村 12.北高根沢村 13.熱田村 14.喜連川町 15.片岡村 （紫：矢板市 桃：日光市 橙：那須塩原市 黄：さくら市 赤：塩谷町 緑：高根沢町）

  - 4月1日 - 町村制の施行により、以下の町村が発足。（2町13村）
    - 矢板村 ← 矢板村、中村、富田村、木幡村、川崎反町村、倉掛村、土屋村、針生村、荒井村、幸岡村、片俣村、塩田村、高塩村、下太田村、館ノ川村、境林村（現・矢板市）
    - 泉村 ← 小泉村、上太田村、長井村、立足村、平野村、下伊佐野村、上伊佐野村、山田村、田野原村、東泉村（現・矢板市）
    - 箒根村 ← 関谷村、遅野沢村、蟇沼村、折戸村、上横林村、横林村、接骨木村、高阿津村、上大貫村、下大貫村、宇都野村、下田野村、金沢村（現・那須塩原市）
    - 塩原村 ← 下塩原村、中塩原村、上塩原村、湯本塩原村（現・那須塩原市）
    - 藤原村 ← 高原新田、柄倉村、小佐越村、滝村、川治村、藤原村、大原村、高徳村、中三依村、芹沢村、五十里村、独鈷沢村、上三依村、横川村（現・日光市）
    - 栗山村 ← 黒部村、土呂部村、湯西川村、日向村、日蔭村、上栗山村、野門村、川俣村、西川村（現・日光市）
    - 船生村 ← 船生村、佐貫村（現・塩谷町）
    - 玉生村 ← 玉生村、飯岡村、道下村、原荻野目村、東房村、下寺島村、上寺島村、芦場新田、鳥羽新田、熊ノ木村、喜佐美村、金枝村（現・塩谷町）
    - 大宮村 ← 大宮村、肘内村、田所村、大久保村、上平村、風見村、風見山田村、泉村、上沢村（現・塩谷町）
    - 氏家町 ← 氏家村、氏家新田村、桜野村、馬場村、富野岡新田、長久保新田、押上村、蒲須坂新田（現・さくら市）
    - 阿久津村 ← 上阿久津村、宝積寺村、大谷村、中阿久津村、石末村（現・高根沢町）
    - 北高根沢村 ← 太田村、中柏崎村、下柏崎村、上柏崎村、亀梨村、平田村、花岡村、上高根沢村、栗ヶ島村、桑窪村、西高谷村、寺渡戸村（現・高根沢町）
    - 熟田村 ← 狭間田村、松山村、松山新田、上野村、柿木沢村、柿木沢新田、鍛冶沢村、箱森新田（現・さくら市）、伏久村、飯室村、文挟村（現・高根沢町）
    - 喜連川町 ← 喜連川町、鷲宿村、早乙女村、葛城村、小入村（現・さくら市）
    - 片岡村 ← 岡村、越畑村、安沢村、石関村、山苗代村、玉田村、乙畑村、大槻村（現・矢板市）、松島村（現・さくら市）
- 1893年（明治26年）3月18日 - 藤原村が廃止され、一部（大字中三依・上三依・五十里・独鈷沢・芹沢・横川）に三依村、残部に改めて藤原村が発足。（2町14村）
- 1895年（明治28年）6月25日 - 矢板村が町制施行して矢板町となる。（3町13村）
- 1897年（明治30年）7月1日 - 郡制を施行。
- 1919年（大正8年）8月1日 - 塩原村が町制施行して塩原町となる。（4町12村）
- 1923年（大正12年）4月1日 - 郡会が廃止。郡役所は存続。
- 1926年（大正15年）7月1日 - 郡役所が廃止。以降は地域区分名称となる。
- 1935年（昭和10年）5月5日 - 藤原村が町制施行して藤原町となる。（5町11村）
- 1953年（昭和28年）4月1日 - 阿久津村が町制施行して阿久津町となる。（6町10村）
- 1954年（昭和29年）
  - 3月31日 - 熟田村の一部（大字狭間田・松山・上野・柿木沢・柿木沢新田・松山新田・箱森新田・鍛冶ヶ沢）が氏家町、残部（大字伏久・飯室・文挟）が北高根沢村に分割編入。（6町9村）
  - 12月31日 - 矢板町が那須郡野崎村の一部（大字沢・豊田・成田）を編入。
- 1955年（昭和30年）
  - 1月1日 - 矢板町・泉村・片岡村が合併し、改めて矢板町が発足。（6町7村）
  - 4月1日
    - 喜連川町が那須郡上江川村と合併し、改めて喜連川町が発足。
    - 矢板町の一部（大字松島）が氏家町に編入。

  - 5月5日 - 三依村が藤原町に編入。（6町6村）
- 1956年（昭和31年）9月1日 - 塩原町・箒根村が合併し、改めて塩原町が発足。大字千本林付近で那須郡西那須野町との境界を変更。（6町5村）
- 1957年（昭和32年）3月31日 - 船生村・玉生村・大宮村が合併して塩谷村が発足。（6町3村）
- 1958年（昭和33年）
  - 4月1日 - 阿久津町・北高根沢村が合併して高根沢町が発足。（6町2村）
  - 11月1日 - 矢板町が市制施行して矢板市となり、郡より離脱。（5町2村）
- 1959年（昭和34年）3月31日 - 高根沢町の一部（大字上阿久津の一部）が氏家町に編入。
- 1965年（昭和40年）2月11日 - 塩谷村が町制施行して塩谷町となる。（6町1村）
- 1982年（昭和57年）4月1日 - 塩原町の所属郡が那須郡に変更。郡より離脱。（5町1村）
- 2005年（平成17年）3月28日 - 氏家町・喜連川町が合併してさくら市が発足し、郡より離脱。（3町1村）
- 2006年（平成18年）3月20日 - 藤原町・栗山村が今市市・日光市および上都賀郡足尾町と合併し、改めて日光市が発足、郡より離脱。（2町）

### 変遷表
| 明治22年4月1日 | 明治22年 - 大正15年   | 昭和1年 - 昭和19年  | 昭和20年 - 昭和29年                  | 昭和31年 - 昭和64年                         | 昭和31年 - 昭和64年          | 平成1年 - 現在            | 現在       |
| -------------- | --------------------- | ------------------- | ------------------------------------ | ------------------------------------------- | ---------------------------- | ------------------------- | ---------- |
| 塩原村         | 大正8年4月1日 町制    | 塩原町              | 塩原町                               | 昭和31年9月1日 塩原町                       | 昭和57年4月1日 那須郡へ移行  | 平成17年1月1日 那須塩原市 | 那須塩原市 |
| 箒根村         | 箒根村                | 箒根村              | 箒根村                               | 昭和31年9月1日 塩原町                       | 昭和57年4月1日 那須郡へ移行  | 平成17年1月1日 那須塩原市 | 那須塩原市 |
| 船生村         | 船生村                | 船生村              | 船生村                               | 昭和32年3月31日 塩谷村                      | 昭和40年2月11日 町制         | 塩谷町                    | 塩谷町     |
| 玉生村         | 玉生村                | 玉生村              | 玉生村                               | 昭和32年3月31日 塩谷村                      | 昭和40年2月11日 町制         | 塩谷町                    | 塩谷町     |
| 大宮村         | 大宮村                | 大宮村              | 大宮村                               | 昭和32年3月31日 塩谷村                      | 昭和40年2月11日 町制         | 塩谷町                    | 塩谷町     |
| 阿久津村       | 阿久津村              | 阿久津村            | 昭和28年4月1日 町制                  | 昭和33年4月1日 高根沢町                     | 高根沢町                     | 高根沢町                  | 高根沢町   |
| 北高根沢村     | 北高根沢村            | 北高根沢村          | 北高根沢村                           | 昭和33年4月1日 高根沢町                     | 高根沢町                     | 高根沢町                  | 高根沢町   |
| 熟田村         | 熟田村                | 熟田村              | 昭和29年3月31日 北高根沢村に一部編入 | 昭和33年4月1日 高根沢町                     | 高根沢町                     | 高根沢町                  | 高根沢町   |
| 熟田村         | 熟田村                | 熟田村              | 昭和29年3月31日 氏家町に一部編入     | 氏家町                                      | 氏家町                       | 平成17年3月28日 さくら市  | さくら市   |
| 氏家町         | 氏家町                | 氏家町              | 氏家町                               | 氏家町                                      | 氏家町                       | 平成17年3月28日 さくら市  | さくら市   |
| 阿久津村の一部 | 阿久津村の一部        | 阿久津村の一部      | 昭和28年4月1日 町制                  | 昭和33年4月1日 高根沢町                     | 昭和34年3月1日 氏家町に編入  | 平成17年3月28日 さくら市  | さくら市   |
| 喜連川村       | 明治22年6月 町制      | 喜連川町            | 喜連川町                             | 昭和30年4月1日 喜連川町                     | 昭和30年4月1日 喜連川町      | 平成17年3月28日 さくら市  | さくら市   |
| 片岡村         | 片岡村                | 片岡村              | 片岡村                               | 昭和30年4月1日 旧片岡村の一部が氏家町に編入 | 氏家町                       | 平成17年3月28日 さくら市  | さくら市   |
| 片岡村         | 片岡村                | 片岡村              | 片岡村                               | 昭和30年1月1日 矢板町と合併                 | 昭和33年11月1日 市制         | 矢板市                    | 矢板市     |
| 泉村           | 泉村                  | 泉村                | 泉村                                 | 昭和30年1月1日 矢板町                       | 昭和33年11月1日 市制         | 矢板市                    | 矢板市     |
| 矢板村         | 明治28年6月25日 町制  | 矢板町              | 矢板町                               | 昭和30年1月1日 矢板町                       | 昭和33年11月1日 市制         | 矢板市                    | 矢板市     |
| 藤原村         | 藤原村                | 昭和10年5月5日 町制 | 藤原町                               | 藤原町                                      | 藤原町                       | 平成18年3月20日 日光市    | 日光市     |
| 藤原村         | 明治26年6月1日 三依村 | 三依村              | 三依村                               | 昭和30年3月20日 藤原町に編入                | 昭和30年3月20日 藤原町に編入 | 平成18年3月20日 日光市    | 日光市     |
| 栗山村         | 栗山村                | 栗山村              | 栗山村                               | 栗山村                                      | 栗山村                       | 平成18年3月20日 日光市    | 日光市     |

## 行政
歴代郡長
| 代 | 氏名     | 就任年月日                | 退任年月日                 | 備考                   |
| -- | -------- | ------------------------- | -------------------------- | ---------------------- |
| 1  |          | 明治11年（1878年）11月8日 |                            |                        |
|    | 渋川未明 |                           | 明治42年（1909年）11月15日 |                        |
|    |          |                           | 大正15年（1926年）6月30日  | 郡役所廃止により、廃官 |